# Shohei Moriyasu
Shohei Moriyasu (født 17. august 1991) er en japansk tidligere professionel fodboldspiller.
Han har spillet for flere forskellige klubber i sin karriere, herunder Kamatamare Sanuki.